# Kinkempois
Kinkempois is een buurt in het westen van de plaats Angleur, op zijn beurt een deelgemeente van de stad Luik in de Belgische provincie Luik. Kinkempois ligt ten zuiden van het stadscentrum van Luik, in het meer zuidelijk deel van de gemeente, afgebakend door de rechteroever van de Maas in het westen en de linkeroever van de Ourthe in het noorden.
Het Station Kinkempois is een vormingsstation op de rechteroever van de Maas met grote en recent gemoderniseerde tractiewerkplaats en loodsen en tot 2017 ook een klein spoorwegmuseum. In Kinkempois ligt direct ten oosten van de Pont de Liège over de Maas de tunnel van Kinkempois, middelste onderdeel van de drie tunnels op de A602.

## Bezienswaardigheden
- De Heilig-Hartkerk (église du Sacré-Coeur)
- Het Kasteel van Péralta